# Keo (langue)
Pour les articles homonymes, voir Keo.
Le keo (ou ke'o) est une langue austronésienne parlée en Indonésie, dans l'île  de Florès. La langue appartient à la branche malayo-polynésienne des langues austronésiennes.

## Classification
Le keo est classé traditionnellement dans un sous-groupe bima-sumba. Robert Blust conteste l'existence de ce sous-groupe, sur la base d'une comparaison lexicale et phonétique des langues.

## Phonologie

### Consonnes
|            |           | Bilabiales | Dentales | Latérales | Dorsales | Dorsales | Glottales |
| ---------- | --------- | ---------- | -------- | --------- | -------- | -------- | --------- |
| Palatales  | Vélaires  | Bilabiales | Dentales | Latérales |          |          | Glottales |
| Occlusives | Sourde    | p [p]      | t [t]    |           |          | k [k]    | ʔ [ʔ]     |
| Occlusives | Sonore    | b [b]      | d [d]    |           |          | g [g]    |           |
| Occlusives | Implosive | ʔɓ [ʔɓ]    | ʔɗ [ʔɗ]  |           |          |          |           |
| Occlusives | Prénasale | mb [m͡b]    | nd [n͡d]  |           |          | ŋg [ŋ͡g]  |           |
| Fricative  | Sourde    | f [f]      | s [s]    |           |          | x [x]    |           |
| Fricative  | Sonore    | v [v]      | z [z]    |           |          | ɣ [ɣ]    |           |
| Affriquée  | Affriquée |            |          |           | dʒ [d͡ʒ]  |          |           |
| Nasale     | Nasale    | m [m]      | n [n]    |           |          | ŋ [ŋ]    |           |
| liquide    | liquide   |            | r [r]    | l [l]     |          |          |           |

## Sources
- (en) Blust, Robert, Is there a Bima-Sumba Subgroup?, Oceanic Linguistics, 47:1, 2008.
- (en) Donohue, Mark, The Papuan Language of Tambora, Oceanic Linguistics, 46:2, 2007.